# 平磯町
平磯町（ひらいそまち）は茨城県那珂郡にかつて存在した町である。

## 地理
- 現在のひたちなか市、旧那珂湊市の中部に位置する。
- 町は太平洋に面している。

## 歴史

### 町域の変遷
- 1889年（明治22年）4月1日 - 町村制施行により、単独で町制施行し那珂郡平磯町が発足。
- 1954年（昭和29年）3月31日 - 那珂湊町に編入され消滅。
  - 同日、那珂湊町は市制施行し那珂湊市になる。

変遷表
| 1868年 以前 | 1868年 以前     | 明治19年 | 明治22年 4月1日 | 昭和29年 3月31日 | 平成6年 11月1日 | 現在         |
| ----------- | --------------- | -------- | --------------- | ---------------- | --------------- | ------------ |
|             | 平磯村          | 平磯村   | 平磯町          | 那珂湊町 に編入  | ひたちなか市    | ひたちなか市 |
|             | 六ヶ新田 の一部 | 平磯村   | 平磯町          | 那珂湊町 に編入  | ひたちなか市    | ひたちなか市 |

## 人口・世帯

### 人口
総数 [単位： 人]
| 1891年（明治24年） | 5,949  |
| 1920年（大正 9年） | 7,036  |
| 1935年（昭和10年） | 8,284  |
| 1950年（昭和25年） | 10,604 |

### 世帯
総数 [単位： 世帯]
| 1920年（大正 9年） | 1,494 |
| 1935年（昭和10年） | 1,624 |
| 1950年（昭和25年） | 2,064 |

## 交通

### 鉄道
- 湊鉄道（ → 茨城交通 → ひたちなか海浜鉄道）
  - ■湊鉄道線（ → 湊線）
    - 平磯駅 - 磯崎駅

※湊線は1944年8月1日に茨城交通、2008年4月1日にひたちなか海浜鉄道になる。